# پرندگان کنارآبزی
پرندگان کنارآبزی (و گاهی پرندگان کنارآبچر) (Waders) و پرندگان کرانه‌ای یا پرندگان ساحلی (Shorebirds)، پرندگانی عمدتاً از زیرراستهٔ سلیم‌سانیان (به لاتین: Charadrii) در راستهٔ سلیم‌سانان هستندکه بیشتر در کرانه‌ها و پهنه‌های گلی دیده می‌شوند. آنها در این مناطق به دنبال شکار حشره‌ها و سخت‌پوستان در گل و ماسه‌اند. در آمریکای شمالی به این پرنده‌ها، پرندهٔ ساحلی یا پرندهٔ کرانه گفته می‌شود.
نزدیک به ۲۱۰ گونه پرنده کنارآبزی وجود دارد. آن دسته از پادرازهایی که در مناطق قطبی و سرد زندگی می‌کنند کوچ می‌کنند، در حالی که آنهایی که در مناطق گرمسیری زندگی می‌کنند یا کوچ نمی‌کنند یا بسته به الگوی بارندگی‌ها به مناطق نزدیک کوچ می‌کنند. گونه‌های قطب شمال مانند تلیله کوچک به مکان‌های بسیار دور کوچ می‌کنند. آنها در فصلی که باروری ندارند در نیم‌کره جنوبی به سر می‌برند. این پرنده‌ها بال‌های بلندی دارند تا بتوانند از انرژی خود در هنگام کوچ به صورت بهینه بهره ببرند و سوخت و ساز بهتری داشته باشند.